# Fédération de l'Alagoas de football
La Fédération de football de l'Alagoas (en portugais : Federação Alagoana de Futebol) est une association brésilienne regroupant les clubs de football de l'État de l'Alagoas et organisant les compétitions au niveau régional, comme le championnat de l'Alagoas de football. Elle représente également les clubs d'Alagoas au sein de la Fédération du Brésil de football. Elle fut créée le 14 mars 1927.